# (3215) Lapko
(3215) Lapko (1980 BQ) – planetoida z pasa głównego asteroid okrążająca Słońce w ciągu 5,53 lat w średniej odległości 3,12 au. Odkryta 23 stycznia 1980 roku.